# Anita Ekström
Gertrud Anita Ekström, född 13 januari 1943 i Solna församling, Stockholms län, död 18 juni 2022, var en svensk skådespelare.

## Biografi
Anita Ekström blev skådespelare mest av en tillfällighet; när hennes syster Karin kom in på Dramatens elevskola tänkte hon att även hon kunde försöka sig på samma sak. Dessförinnan hade hon arbetat som kontorist vid elverket under tre år. 1964 kom hon in på Scenskolan i Göteborg, där hon avlade examen 1967. Under utbildningen värvades hon av Stockholms Stadsteater, där hon stannade mellan åren 1966 och 1969. Efter en kortare sejour till Proteatern (en avdelning av Riksteatern) återvände hon till Stockholms Stadsteater 1971.
På TV och film märks roller som Inger i Jänken (1970), för vilken hon tilldelades en Guldbagge i kategorin "bästa skådespelerska". Hon spelade även rollen som fröken Eternell i TV-serien Pip-Larssons (1998).
Utöver Guldbaggen tilldelades hon flera andra priser: Daniel Engdahl-stipendiet (1970), Carl Åkermarks stipendium (2002), Teaterförbundets De Wahl-stipendium (2002)  och Guldmasken (2005).
Hon var från 1990 gift med Leif Ångström (1932–2013), son till meteorologen Anders Ångström och Anna-Greta Montelius. Anita Ekström är gravsatt i minneslunden på Skogskyrkogården i Stockholm.

## Film och TV
- 1969 – Ni ljuger
- 1970 – Jänken
- 1971 – Jääärnvägar!!!
- 1973 – Ska vi hem till dig... eller hem till mig... eller var och en till sitt?
- 1974 – En handfull kärlek
- 1976 – Kamrer Gunnarsson i skärgården
- 1977 – Tabu
- 1977 – Tjejerna gör uppror (TV-serie)
- 1978 – Der Schimmelreiter
- 1979 – En kärleks sommar
- 1979 – Linus eller Tegelhusets hemlighet (röst)
- 1979 – Misantropen
- 1979 – Jag är Maria
- 1980 – Barnens ö
- 1981 – Babels hus (TV-serie)
- 1981 – Tuppen
- 1981 – Dagar i Gdansk
- 1982 – Lysistrate
- 1985 – Korset (TV-serie)
- 1985 – August Strindberg ett liv (TV-serie)
- 1987 – Mälarpirater
- 1988 – Behöriga äga ej tillträde
- 1988 – Råttornas vinter
- 1989 – 1939
- 1990 – Kaninmannen
- 1990 – Från de döda
- 1993 – Brandbilen som försvann
- 1993 – Roseanna
- 1993 – Snoken (TV-serie)
- 1994 – År av drömmar (TV-serie)
- 1996 – Torntuppen (TV-serie)
- 1997 – En frusen dröm
- 1998 – Pip-Larssons (TV-serie)
- 1999 – Annika - ett brott, ett straff, ett liv
- 2001 – Återkomsten (TV-serie)
- 2005 – Livet enligt Rosa (TV-serie)
- 2019 – Allt jag inte minns (TV-serie)

## Teater

### Roller (ej komplett)
| År   | Roll                   | Produktion                             | Regi                                                   | Teater                                 |
| ---- | ---------------------- | -------------------------------------- | ------------------------------------------------------ | -------------------------------------- |
| 1971 | Elisa                  | De vilda svanarna H.C. Andersen        | Fred Hjelm                                             | Stockholms stadsteater                 |
| 1973 | Ana-Lisa En bonddotter | Gösta Berlings saga Selma Lagerlöf     | Johan Bergenstråhle Marie-Louise De Geer Bergenstråhle | Stockholms stadsteater                 |
| 1974 | Solveig                | Peer Gynt Henrik Ibsen                 | Fred Hjelm                                             | Stockholms stadsteater                 |
| 1975 | Anja                   | Körsbärsträdgården Anton Tjechov       | Jan Håkanson                                           | Stockholms stadsteater                 |
| 1977 | Regina, dottern        | Slaget vid Lobositz Peter Hacks        | Friedo Solter                                          | Stockholms stadsteater                 |
| 1979 | Sasja, Platonovs fru   | Platonov Anton Tjechov                 | Otomar Krejča                                          | Stockholms stadsteater                 |
| 1981 | Ingrid Gadefeld        | Den gråtande polisen Staffan Göthe     | Torbjörn Astner                                        | Stockholms stadsteater                 |
| 1983 | Olga                   | Tre systrar Anton Tjechov              | Otomar Krejča                                          | Stockholms stadsteater                 |
| 1985 | Laurel                 | Arnold Harvey Fierstein                | Jan Maagaard                                           | Stockholms stadsteater                 |
| 1986 | Titania                | Parken Botho Strauss                   | Jan Maagaard                                           | Stockholms stadsteater                 |
| 1989 | Edna Gruber            | Besökare Botho Strauss                 | Jan Maagaard                                           | Stockholms stadsteater                 |
| 2002 | Corin                  | Som ni vill ha det William Shakespeare | Johanna Garpe                                          | Stockholms stadsteater                 |
| 2002 | Väverskan              | Mio, min Mio Kristina Lugn             | Stina Ancker                                           | Stockholms stadsteater                 |
| 2008 | Garson Conner          | Lögn i helvete Anthony Neilson         | Lars Amble                                             | Vasateatern, flyttad till Chinateatern |
| 2017 | H                      | Vintermusik Lars Norén                 | Sofia Jupither                                         | Kulturhuset Stadsteatern               |
| 2018 |                        | De oroliga Linn Ullmann                | Pernilla August                                        | Dramaten                               |
| 2019 | A                      | Andante Lars Norén                     | Lars Norén                                             | Dramaten                               |